# Liste der Wappen im Bezirk Steyr-Land
Die Liste der Wappen im Bezirk Steyr-Land zeigt die Wappen der Gemeinden im oberösterreichischen Bezirk Steyr-Land.

## Wappen der Städte, Marktgemeinden und Gemeinden

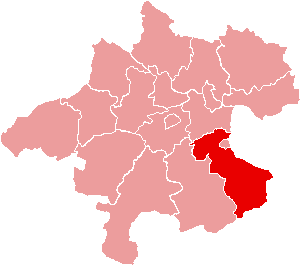
Lage in Oberösterreich
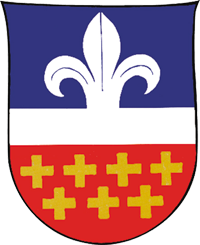
Adlwang
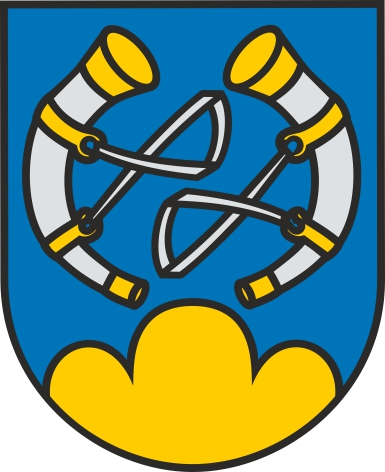
Aschach an der Steyr
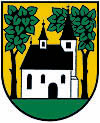
Bad Hall
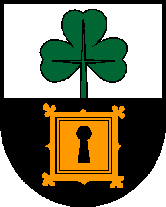
Dietach
Gaflenz
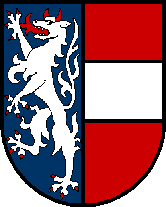
Garsten
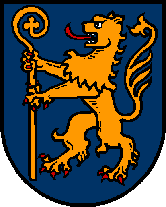
Großraming
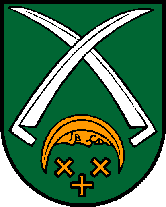
Laussa
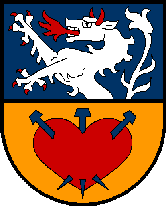
Losenstein
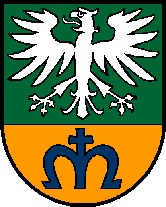
Maria Neustift
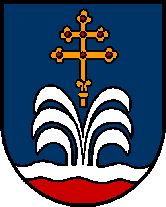
Pfarrkirchen bei Bad Hall
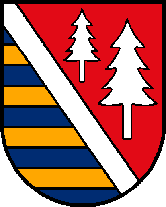
Reichraming
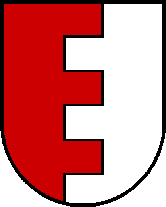
Rohr im Kremstal
Schiedlberg
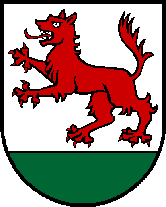
Sierning
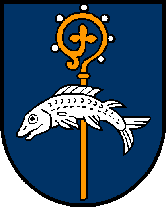
Sankt Ulrich bei Steyr
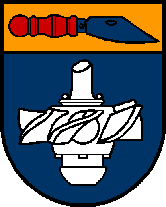
Ternberg
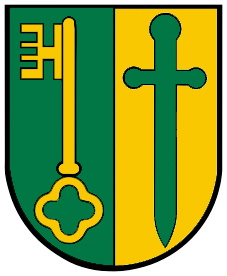
Waldneukirchen
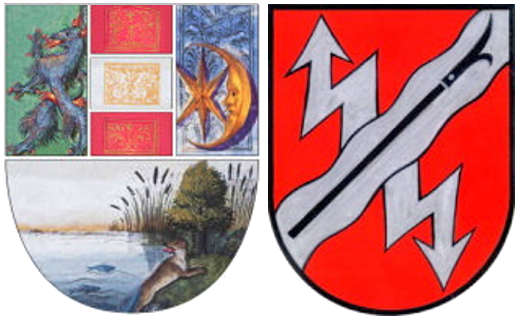
Weyer
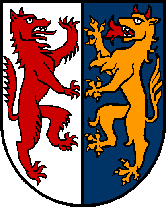
Wolfern